# Billboard 200
Billboard 200 este clasamentul albumelor din SUA. Acesta se compune pe baza vânzărilor.
Acesta cuprinde cele mai vândute 200 de albume sau EP-uri din Statele Unite ale Americii, lista lor fiind publicată săptămânal în Revista Billboard. Billboard este un clasament renumit al acestei reviste, la fel cum este și Billboard Hot 100.
Clasamentul are rolul de a-i ajuta pe artiștii aflați în Billboard 200 să devină mai populari.